# Protěž lesní

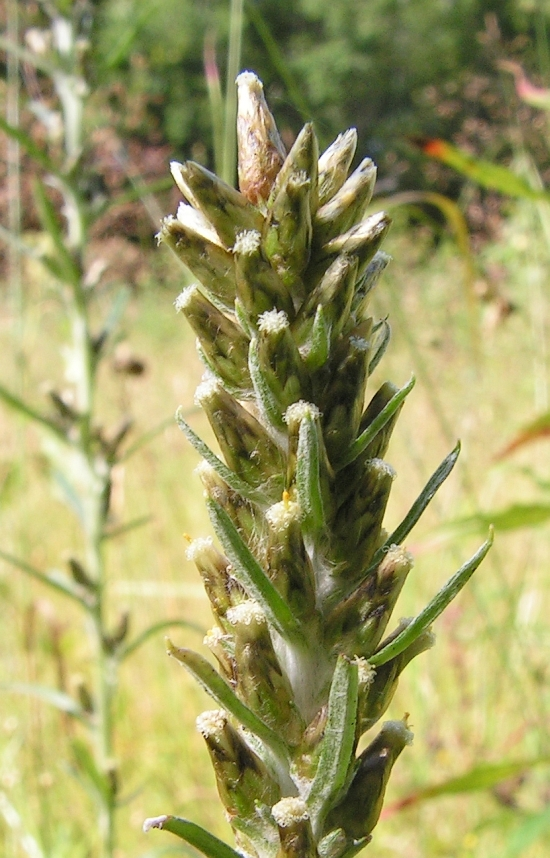
Horní část květenství

Protěž lesní (Gnaphalium sylvaticum, syn. Omalotheca sylvatica) je planě rostoucí rostlina nápadná svými našedlými lodyhami i listy, které si udržuje dlouho do podzimu. V přírodě České republiky je hojná hlavně od středních poloh do podhůří.

## Rozšíření
Rostlina se vyskytuje jako původní druh téměř v celé Evropě (chybí pouze v nejsevernějších částech a řídce se vyskytuje na jihu) a dále na západní Sibiři, v okolí Kavkazu a ve Střední Asii. Je zavlečená na východě Severní Ameriky, Novém Zélandu i ruském Dálném východě. V ČR roste do nadmořské výšky 1200 m.

## Ekologie
Druh vyrůstá na světlých místech v lesích, na loukách, pastvinách, mezích mezi polí a okolo komunikací. Vyžaduje suchou až mírně vlhkou a výživnou půdu s dostatkem humusu která může být hlinitá, písčitá i kamenitá, ale nesmí byt zásaditá. Rozšiřuje se oddenky a ochmýřenými semeny která roznáší vítr.

## Popis
Až 60 cm vysoká, vytrvalá, šedoplstnatá rostlina rostoucí z rozvětveného oddenku. Společně s přímými nebo poléhavými a vystoupavými květnými lodyhami vyrůstají i mnohé nekvetoucí výběžky. Lodyha je hustě porostlá listy které jsou na líci lysé a na rubu šedoplstnaté a mají výraznou střední žilku. Celokrajné listy s krátkým řapíkem jsou podlouhle kopinaté, spodní jsou až 10 cm dlouhé a jen do 1 cm široké. Po lodyze směrem vzhůru jsou stále kratší a užší, až přejdou v čárkovité listeny.
Krátce stopkaté nebo přisedlé úbory, velké jen 0,6 cm, vyrůstají jednotlivě nebo po dvou až osmi z paždí listenů a bývají sestavené do klubíček nebo krátkých hroznů. Společně tak úbory, v počtu čtyřicet až osmdesát, tvoří husté květenství zabírající třetinu až dvě třetiny délky lodyhy.
Ve středu úboru jsou tři až čtyři oboupohlavné květy s pětilaločnou trubkovitou korunou. Po obvodě je asi sedmdesát samičích květů s úzce trubkovitou až vláknitou trojcípou korunou. Ve třech až čtyřech řadách rostoucí blanité listeny zvonkovitého nebo válcovitého zákrovu jsou kopinaté, světle zelené nebo nahnědlé. Rostliny kvetou v období července až října. Plody jsou podlouhlé žlutohnědé nažky, asi 1 mm dlouhé, které mají paprsčitý chmýr se štětinkami asi 3,5 mm dlouhými. Nažky si podržují klíčivost i pět let. Ploidie druhu je 2n = 56.
Druh je hodně variabilní v délce lodyh a jejich větvení, v délce listů a ochlupení, v počtech úborů a barvě jejich zákrovů i velikosti a tvaru květenství. Je průběžně rozlišováno několik variet které však mají malou taxonomickou hodnotu.

## Možnost záměny
Protěž lesní je podobná protěži norské s kterou může i společně vyrůstat. Spolehlivým rozlišovacím znakem jsou čepele listů, u protěže lesní jsou jednožilné, kdežto u protěže norské troj až pětižilné.